# چار
چار (به صربی: Čar) یک روستا در صربستان است که در بوجانوواچ واقع شده‌است. چار ۲۹۶ نفر جمعیت دارد.